# Длужка
Длужка (пол. Dłużka) — село в Польщі, у гміні Мінськ-Мазовецький Мінського повіту Мазовецького воєводства.
Населення — 242 особи (2011).
У 1975-1998 роках село належало до Седлецького воєводства.

## Демографія
Демографічна структура станом на 31 березня 2011 року:
|          | Загалом | Допрацездатний вік | Працездатний вік | Постпрацездатний вік |
| -------- | ------- | ------------------ | ---------------- | -------------------- |
| Чоловіки | 120     | 29                 | 78               | 13                   |
| Жінки    | 122     | 36                 | 66               | 20                   |
| Разом    | 242     | 65                 | 144              | 33                   |